# Río Senguerr
Le río Senguerr est une rivière de Patagonie argentine qui coule dans la province de Chubut. 

## Géographie
Il naît dans la cordillère des Andes sous forme d'émissaire de deux lacs, les lacs La Plata et Fontana. Ces deux lacs de forme allongée ont une orientation franchement ouest-est, et sont situés à plus ou moins 1000 mètres d'altitude. Le plus occidental, le lac La Plata, déverse ses eaux dans le second, le lac Fontana, tout proche et situé à l'est du premier.
L'émissaire du lac la Plata qui est aussi le tributaire principal du lac Fontana porte le nom de río Unión, mais en fait est une simple section du cours supérieur du río Senguerr.
A l'extrémité orientale du lac Fontana, prend naissance le río Senguerr en tant qu'émissaire de leurs eaux communes. 
Le Senguerr s'oriente d'abord vers l'est pendant une centaine de km; il y reçoit de nombreux petits affluents venus des Andes comme lui et traverse la ville de Alto Río Senguer. Puis il coule vers le sud-sud-est pendant 150 km. Dans ce secteur il reçoit sur sa rive droite quelques affluents venus des Andes, surtout le río Mayo.

## Lacs Musters et Colhué Huapi
Dans son cours inférieur, il coule d'abord vers le nord-est, et débouche finalement dans les lacs Musters puis Colhué Huapi, ce qui termine actuellement son cours. Dans des périodes plus humides, ses eaux continuaient à couler au-delà des deux lacs sous le nom de río Chico et se jetaient dans le río Chubut en rive droite au niveau du lac de barrage Florentino Ameghino.

## Affluents
- arroyo Genoa (rive gauche)
  - arroyo Apaleg (rive droite)
    - arroyo Shaman (rive droite), émissaire du lac Azul, lac transfrontalier argentino-chilien.
- Cañadon tacho (rive droite)
  - arroyo Coyte (rive droite), émissaire du lac Coyte
- río Mayo (rive droite)
  - arroyo Chalia (rive droite), qui laisse à sa droite la lagune Quilchamal, elle-même émissaire du lac Blanco
  - río Guenguel (rive droite), dont le cours supérieur se trouve en province de Santa Cruz

## Hydrologie

### Débit et bassin
Son débit en fin de parcours est de plus ou moins 54 mètres cubes par seconde, dont une dizaine sont dus au río Mayo.
Son bassin y compris celui du río Chico a une superficie de 61 001 km2.

### Hydrométrie - les débits à Vuelta del Senguerr
Le débit du río Senguerr a été observé pendant 22 ans (1937-1959) à Vuelta del Senguerr, localité de la province de Chubut située à une soixantaine de kilomètres de son débouché dans le lac Musters. 
À Vuelta del Senguerr, le débit annuel moyen ou module observé sur cette période était de 49 m3/s pour un bassin versant de 17 500 km2.
La lame d'eau écoulée dans cette partie - de loin la plus importante - du bassin versant de la rivière atteint ainsi le chiffre de 88 millimètres par an, ce qui peut être considéré comme modéré.
Rivière avant tout andine, alimentée par les pluies d'hiver et la fonte des neiges, le río Senguerr est un cours d'eau assez abondant mais irrégulier, et présente une double période de crue. La première, moins importante, est liée aux pluies d'hiver, et a lieu de juin à août, la seconde liée à la fonte des neiges se déroule de septembre à novembre. Les deux périodes de hautes eaux sont tellement rapprochées qu'elles fusionnent presque totalement. Dès le mois de décembre avec l'été austral, s'amorce la chute des débits. La saison des basses eaux qui suit s'étend de février à avril.
Le débit moyen mensuel observé en mars (minimum d'étiage) atteint 17,6 m3/s, soit approximativement cinq fois moins que les débits moyens des mois d'octobre (83,0 m3/s) et de novembre, ce qui témoigne de l'amplitude relativement modérée des variations saisonnières. Cependant des variations bien plus importantes ont été observées : sur la durée d'observation de 22 ans, le débit mensuel minimal a été de 1 m3/s, tandis que le débit mensuel maximal s'élevait à 186 m3/s.